# (16045) 1999 HU2
1999 إتش يو 2 (ويعرف أيضًا باسم (16045) 1999 إتش يو 2 وفق تسمية الكوكب الصغير) (بالإنجليزية: 1999 HU2)‏ هو كويكب ضمن حزام الكويكبات؛ وترتيبه 16045 من حيث الاكتشاف.
اكتُشف هذا الجُرم الفلكي بواسطة برنامج شميدت للكويكبات في بكين في 22 أبريل 1999.

## وصلات خارجية
- (16045) 1999 HU2 في قاعدة بيانات مختبر الدفع النفاث لأجرام النظام الشمسي الصغيرة

- الاكتشاف · مخطط المدار ·  العناصر المدارية · المعلمات المادية

- (16045) 1999 HU2 على موقع ويكي سكاي: DSS2, SDSS, GALEX, IRAS, Hydrogen α, X-Ray, Astrophoto, Sky Map, Articles and images